# 쿠파 왕국
쿠파 왕국은 마리오 시리즈의 나라이다. 슈퍼 마리오 게임에서 나오는 나라이며 쿠파가 산다.